# Papiro 7
Il Papiro 7 ({\displaystyle {\mathfrak {p}}}7) è uno dei più antichi manoscritti esistenti del Nuovo Testamento, datato paleograficamente agli inizi del IV secolo. È scritto in greco.

## Contenuto del papiro
{\displaystyle {\mathfrak {p}}}7 contiene una piccola parte del Vangelo secondo Luca (4:1-3).
È attualmente ospitato presso la Vernadsky National Library of Ukraine (Petrov 553) in Kiev.
Il testo del codice è rappresentativo del tipo testuale alessandrino (?). Kurt Aland non lo ha collocato in nessuna categoria.